# マキシマムパーパーサム
マキシマムパーパーサムは、かつて吉本興業東京本社（東京吉本）に所属していたお笑いコンビ。2004年結成。2014年12月29日に同期のロシアンモンキーと合同でコンビ解散ライブを行った。ネタ中の「ハゲとるやないか!」のフレーズで知られる。

## メンバー
長澤 喜稔（ながさわ のぶとし、1980年1月25日 - ）（45歳）
ボケ・ネタ作り担当。
岩手県花巻市出身。血液型B型。東京NSC6期生。身長180cm、体重86kg。
映画が好き。「ハゲてるくせにロマンチストバーで働いている」といじられている。カレーライスが苦手。吉田大吾（POISON GIRL BAND）率いる東京大吾組に所属。メンバーは佐藤大（グランジ）、福田恵悟（LLR）、真栄田賢（スリムクラブ）、橘実（元・エリートヤンキー）など。長澤の頭頂部をネタ（ハゲネタ）にすることが多いが、NSC時代は男前だったという（佐藤談）。
解散後は作家を中心にフリーランスとして活動している。
つよし（1979年5月31日 - ）（45歳）
ツッコミ担当。本名は山本 剛（やまもと つよし）。
大阪府大阪市出身。O型。東京NSC6期生。身長170cm、体重62kg。
『voltaren』というバンドでギターを担当。jealkbの前座などでの活動もしていたが、2010年12月6日ブロードキャストのオンラインで3 - 4年前に活動が終わっていたと話している。楽屋など舞台以外でも、相方のハゲをいじり、1番笑っている。最寄り駅が「ポートタウン西駅」のところに住んでいた（東京から遊びに来たよ!/2010年3月14日ヨシモト∞ホール大阪にて）。仕送りをもらっていて、甘やかされている（ライスシチサンLIVEにて）。同期の栗山直人（元・アームストロング）と仲が良い。栗山、福田、田所仁（ライス）とチーム「パチスロ三銃士（パチひろし）」を組んでいる。ピクニック、伊藤智博（LLR）とも仲が良く、「3GUYS」として同じ文面のブログを更新することがある。足腰が強く、シチサンライブのコーナーでは自分より体格が良いメンバーを次々に肩車で持ち上げ最後には福島善成（ガリットチュウ）も持ち上げた。姉がおり、CA（キャビンアテンダント）。
解散後は「つよしマン」名義で主にゲーム配信のYouTuberとして活動。

## 略歴
結成前は長澤が「梵天」、つよしが「2人知事」という別々のコンビを組んでいたが、両方とも解散。仲良く遊んでいたことがきっかけで結成。結成当初はトリオで、メンバーに山口健治(けんじる（元・フクロトジ）)がいた。
コンビ名の由来はつよしが持っていた外国のアダルトビデオのタイトルから来ており、『響きがいいので』この名前に決定したという。チャド（チャド・マレーン）曰く「カジノで大当たりしてコインを出し尽くす」と言う意味。また、特徴的なコンビ名なので先輩芸人にネタ等で使われることもあり、名前だけ一人歩きしている状態だという。

## 芸風
帽子をかぶった長澤が格好良いことを話し、つよしがそれに聞き入ったところで、調子に乗った長澤が決めポーズよろしく帽子を放り投げると、つよしが「ハゲとるやないか!」とツッコむネタで知られる。『めちゃ²イケてるッ!』の新レギュラーオーディションでは、明石家さんまが長澤の帽子を取った。フットボールアワーの持ちネタとして有名になったが、元祖はマキシマムパーパーサムである。
ネタは主に長澤が書いており、ツッコミのフレーズをつよしが考えるときもある。「ハゲとるやないか!」以外にも「『なんじゃそれ』って言われるわ!」というツッコミも存在する。
つよしは『AGE AGE LIVE』で「寿司小僧」というキャラでお寿司ギャグというものもやっていた（「寿司小僧」に便乗したキャラとして「イタリー坊や」「チャイナBOY」「サッカー小僧」が存在する他、お試し20秒チャレンジにおいて他のAGEAGE芸人たちが連続で「寿司小僧」のパロディを披露し続けたこともある）。

## 出演

### テレビ
- サンパチマイク
- 爆笑オンエアバトル（NHK総合）戦績0勝1敗 最高205KB
- エンタの神様（日本テレビ）- キャッチコピーは「一瞬の笑負魂」
- やりすぎコージー（テレビ東京）
- 森田一義アワー 笑っていいとも!（フジテレビ）「金の卵オーディションコーナー」
- アパッチナイトフジ（フジテレビ）
- YOUたち!（日本テレビ）
- 本番で〜す!（テレビ東京）
- タカトシの空飛ぶチェリーパイ（テレビ東京）
- おはスタ（テレビ東京）
- 音リコ!（テレビ東京）
- 笑いの花道（テレビ大阪）
- ココリコミリオン家族（テレビ東京）
- クギづけ 投稿動画ハイスクール（日本テレビ、長澤のみ）
- ダウンタウンのガキの使いやあらへんで!!「芸能界No.1は誰だ 怒り王グランプリ！」 (日本テレビ、長澤のみ)
- 億万笑者!〜S-1バトルへの道〜（日本テレビ）
- 芸人報道（日本テレビ、長澤のみ）
- 地元応援バラエティ このへん!!トラベラー（北海道テレビ、東北放送、テレビ東京（2009年9月まではTOKYO MX）、中京テレビ、朝日放送、福岡放送、KYORAKU吉本.ホールディングス共同制作）
- お願い!ランキング （テレビ朝日、長澤のみ）
- フジケン (EXエンタテイメント、長澤のみ)
- お笑いDynamite!（TBSテレビ）- キャッチコピーは「実はボク○○なんです!」
- デジタルの根性（日本テレビ）
- RUN With YOUR NEW FRIENDS suported by NIKE+（第2日本テレビ）
- 24時間あたためますか?〜疾風怒涛コンビニ伝〜（日本テレビ）
- ウンナン極限ネタバトル! ザ・イロモネア 笑わせたら100万円（TBSテレビ） ※｢ゴールドラッシュ」に出演し、1週目敗退。
- 明石家さんちゃんねる（TBSテレビ）
- アナCAN（TBSテレビ）
- 99プラス（日本テレビ）
- 昼間っから激論バラエティ 胸いっぱいサミット!（関西テレビ）
- ロンブーの怪傑!トリックスター（テレビ東京）
- 芸能人特別授業!私はこうして生き残りました!（TBSテレビ）
- ジャイケルマクソン（毎日放送）
- めちゃ²イケてるッ!（フジテレビ）
- ハッピーMusic（日本テレビ）

### ラジオ
- ニコラジ（ニコニコ生放送）

### 単独ライブ
- よしもと若手ばかり暦の上では春の単独祭り2008 初単独ライブ「序」（2008年3月13日、THEATER BRATS）